# Pierwszy rząd Williama Ewarta Gladstone’a

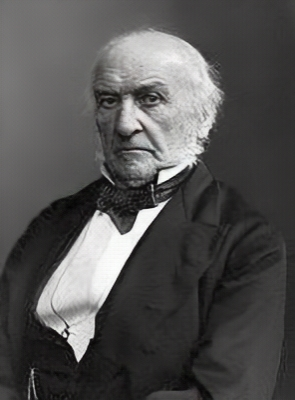
William Ewart Gladstone, premier, pierwszy lord skarbu, przewodniczący Izby Gmin, kanclerz skarbu

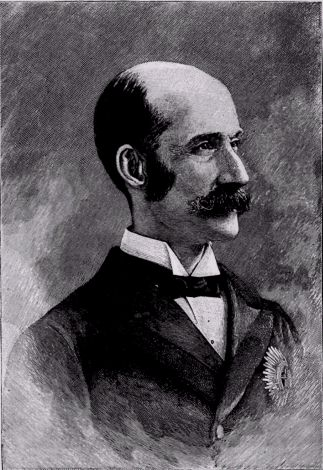
Markiz Lansdowne, młodszy lord skarbu, podsekretarz stanu w ministerstwie wojny

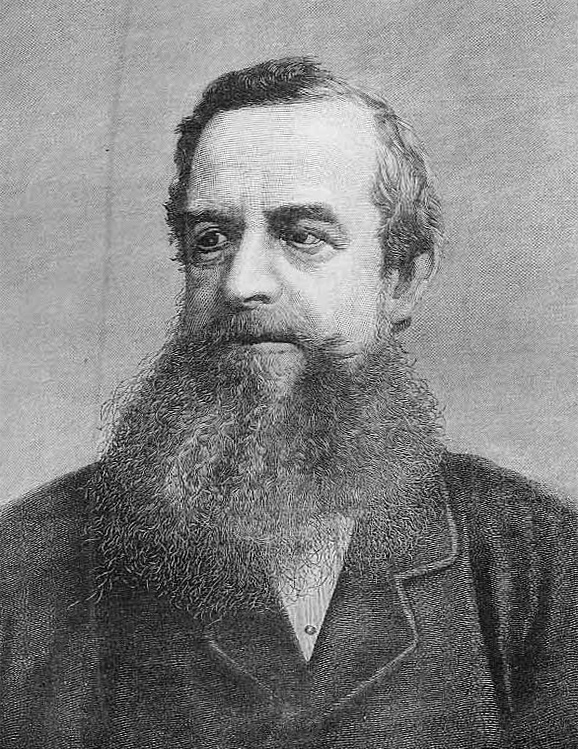
Markiz Ripon, lord przewodniczący Rady

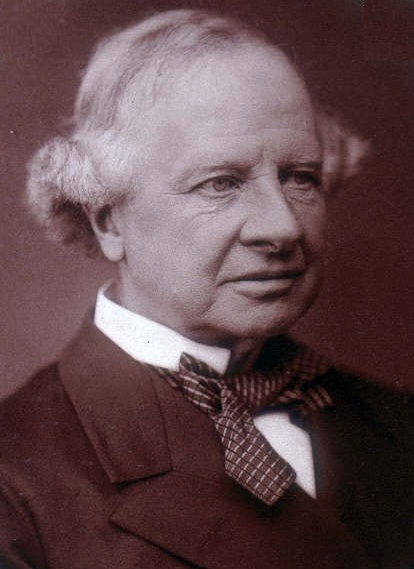
Hrabia Grenville, minister ds. kolonii, minister spraw zagranicznych, przewodniczący Izby Lordów

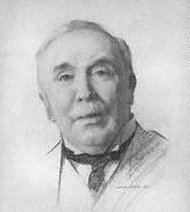
Henry Campbell-Bannerman, finansowy sekretarz w ministerstwie wojny

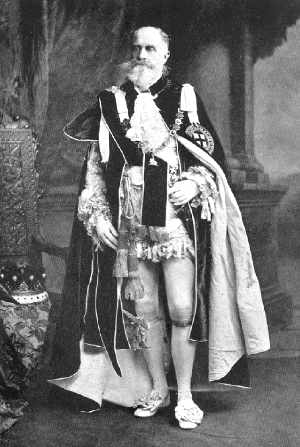
Hrabia Spencer, lord namiestnik Irlandii

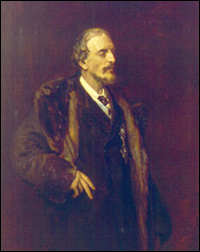
Baron Dufferin i Claneboye, kanclerz Księstwa Lancaster, Paymaster-General

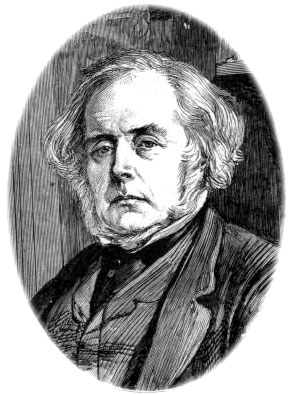
John Bright, przewodniczący Zarządu Handlu, kanclerz Księstwa Lancaster

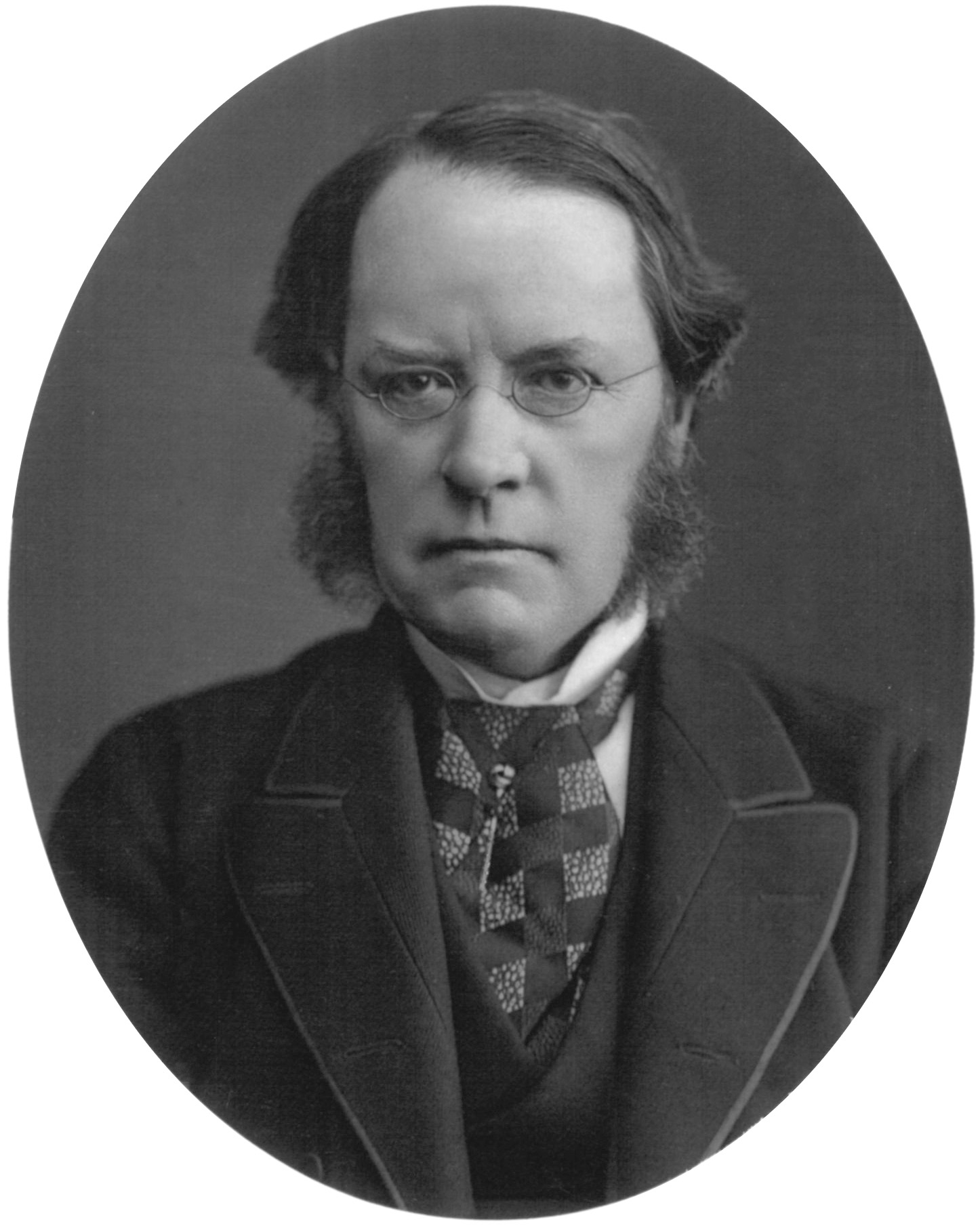
Lyon Playfair, poczmistrz generalny

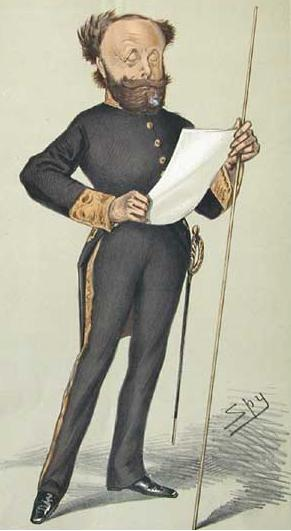
Otho FitzGerald, kontroler Dworu Królewskiego

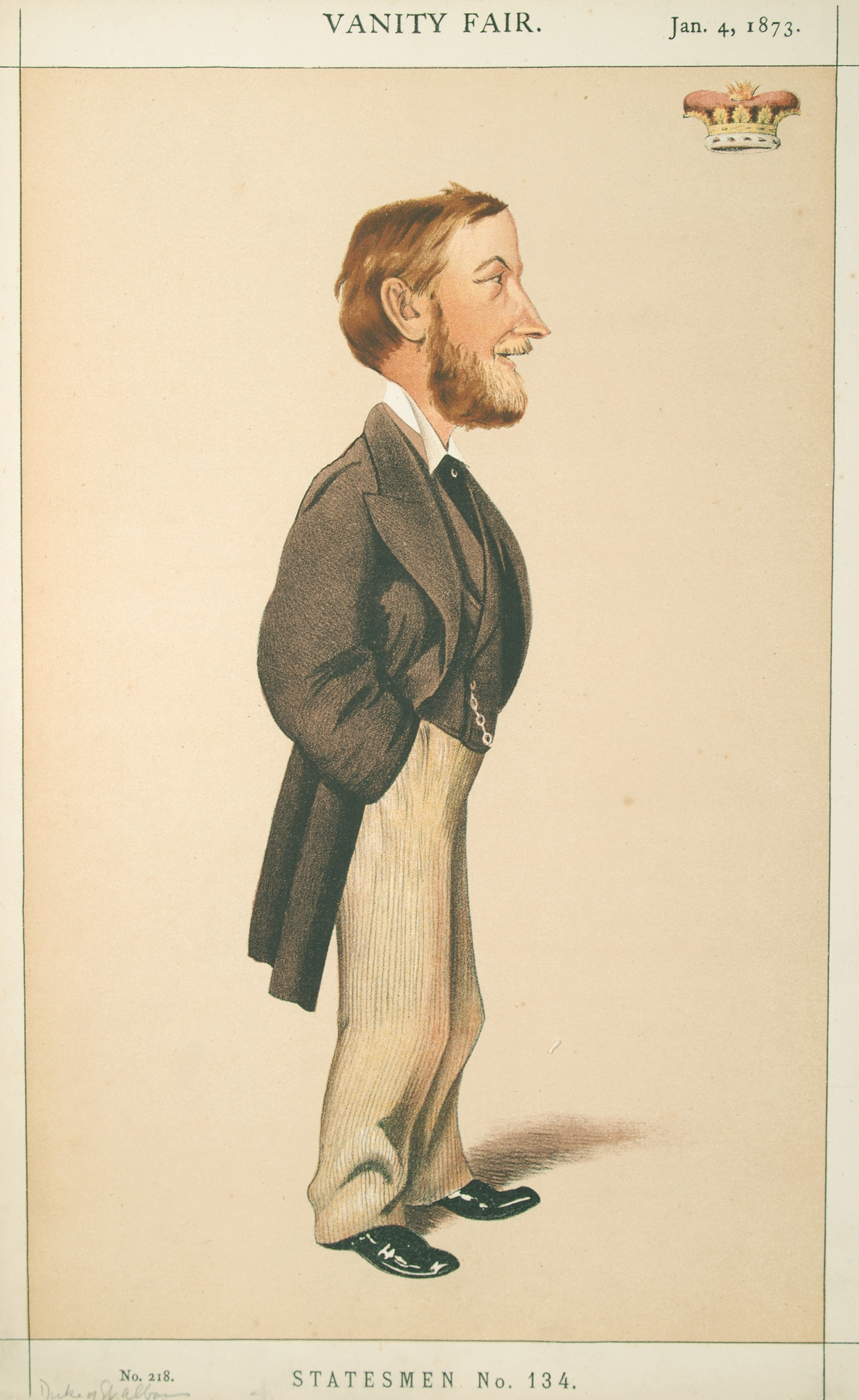
Książę St Albans, kapitan Ochotników Gwardii

Pierwszy rząd pod przewodnictwem Williama Ewarta Gladstone’a powstał 3 grudnia 1868 r. i przetrwał do 17 lutego 1874 r.
Członków ścisłego gabinetu wyróżniono tłustym drukiem.

## Skład rządu
| Urząd                                                  | Imię i nazwisko | Kadencja                                                                                  |
| ------------------------------------------------------ | --- | ----------------------------------------------------------------------------------------- |
| Premier Pierwszy lord skarbu Przewodniczący Izby Gmin  | William Ewart Gladstone | 1868–1874                                                                                 |
|                                                        | |                                                                                           |
| Kanclerz skarbu                                        | Robert Lowe William Ewart Gladstone | 1868–1873 1874–1874                                                                       |
| Parlamentarny sekretarz skarbu                         | George Glyn Arthur Wellesley Peel | 1868–1873 1874–1874                                                                       |
| Finansowy sekretarz skarbu                             | Acton Smee Ayrton James Stansfeld William Edward Baxter John Dodson | 1868–1869 1869–1871 1871–1873 1874–1874                                                   |
| Młodsi lordowie skarbu                                 | James Stansfeld Henry Petty-Fitzmaurice, 5. markiz Lansdowne William Patrick Adam John Cranch Walker Vivian William Henry Gladstone lord Frederick Cavendish Algernon Greville | 1868–1869 1868–1872 1868–1873 1868–1870 1869–1874 1874–1874                               |
| Lord kanclerz                                          | William Wood, 1. baron Hatherley Roundell Palmer, 1. baron Selborne | 1868–1872 1872–1874                                                                       |
| Lord przewodniczący Rady                               | George Robinson, 1. markiz Ripon Henry Bruce (1. baron Aberdare) | 1868–1873 1874–1874                                                                       |
| Lord tajnej pieczęci                                   | John Wodehouse, 1. hrabia Kimberley Charles Wood, 1. wicehrabia Halifaksu | 1868–1870 1870–1874                                                                       |
| Minister spraw wewnętrznych                            | Henry Bruce Robert Lowe | 1868–1873 1874–1874                                                                       |
| Podsekretarz stanu w ministerstwie spraw wewnętrznych  | Edward Knatchbull-Hugessen George Shaw-Lefevre Henry Winterbotham | 1868–1871 1871 1871–1874                                                                  |
| Minister spraw zagranicznych                           | George Villiers, 4. hrabia Clarendon Granville Leveson-Gower, 2. hrabia Granville | 1868–1870 1870–1874                                                                       |
| Podsekretarz stanu w ministerstwie spraw zagranicznych | Arthur Otway George Byng, wicehrabia Enfield | 1868–1871 1871–1874                                                                       |
| Minister wojny                                         | Edward Cardwell | 1868–1874                                                                                 |
| Podsekretarz stanu w ministerstwie wojny               | Thomas Baring, 2. baron Northbrook Henry Petty-Fitzmaurice, 5. markiz Lansdowne | 1868–1872 1872–1874                                                                       |
| Finansowy sekretarz w ministerstwie wojny              | John Cranch Walker Vivan Henry Campbell-Bannerman | 1868–1872 1872–1874                                                                       |
| Zastępca generała artylerii                            | Henry Knight Storks | 1868–1874                                                                                 |
| Minister ds. kolonii                                   | Granville Leveson-Gower, 2. hrabia Granville John Wodehouse, 1. hrabia Kimberley | 1868–1870 1870–1874                                                                       |
| Podsekretarz stanu w ministerstwie ds. kolonii         | William Monsell Edward Knatchbull-Hugessen | 1868–1871 1871–1874                                                                       |
| Minister ds. Indii                                     | George Campbell | 1868–1874                                                                                 |
| Podsekretarz stanu w ministerstwie ds. Indii           | Mountstuart Elphinstone Grant Duff | 1868–1874                                                                                 |
| Przewodniczący Izby Lordów                             | Granville Leveson-Gower, 2. hrabia Granville | 1868–1874                                                                                 |
| Pierwszy lord Admiralicji                              | Hugh Childers George Goschen | 1868–1871 1871–1874                                                                       |
| Sekretarz przy Admiralicji                             | William Edward Baxter George Shaw-Lefevre | 1868–1871 1871–1874                                                                       |
| Cywilny lord Admiralicji                               | George Otto Trevelyan Robert Haldane-Duncan, 3. hrabia Camperdown | 1868–1870 1870–1874                                                                       |
| Główny sekretarz Irlandii                              | Chichester Fortescue Spencer Cavendish, markiz Hartington | 1868–1871 1871–1874                                                                       |
| Lord namiestnik Irlandii                               | John Spencer, 5. hrabia Spencer | 1868–1874                                                                                 |
| Kanclerz Księstwa Lancaster                            | Frederick Hamilton-Blackwood, 1. hrabia Dufferin Hugh Childers John Bright | 1868–1872 1872–1873 1874–1874                                                             |
| Przewodniczący Rady Praw Biednych                      | George Goschen James Stansfeld | 1868–1871 1871                                                                            |
| Parlamentarny sekretarz przy Radzie Praw Biednych      | Arthur Wellesley Peel | 1868–1871                                                                                 |
| Przewodniczący Rady Zarządu Lokalnego                  | James Stansfeld | 1871–1874                                                                                 |
| Poczmistrz generalny                                   | Spencer Cavendish, markiz Hartington William Monsell Lyon Playfair | 1868–1871 1871–1873 1874–1874                                                             |
| Przewodniczący Zarządu Handlu                          | John Bright Chichester Fortescue | 1868–1871 1871–1874                                                                       |
| Parlamentarny sekretarz przy Zarządzie Handlu          | George Shaw-Lefevre Arthur Wellesley Peel | 1868–1871 1871–1874                                                                       |
| Paymaster-General                                      | Frederick Hamilton-Blackwood, 1. hrabia Dufferin Hugh Childers William Patrick Adam | 1868–1872 1872–1873 1874–1874                                                             |
| Pierwszy komisarz ds. prac publicznych                 | Austen Henry Layard Acton Smee Ayrton William Patrick Adam | 1868–1869 1869–1873 1874–1874                                                             |
| Prokurator generalny                                   | Robert Collier John Coleridge Henry James | 1868–1871 1871–1873 1874–1874                                                             |
| Radcy Generalni Anglii i Walii                         | John Coleridge George Jessel Henry James William Vernon Harcourt | 1868–1871 1871–1873 1873 1874–1874                                                        |
| Najwyższy Sędzia Wojskowy                              | Colman O’Loghlen John Robert Davison Robert Joseph Phillimore Acton Smee Ayrton | 1868–1870 1870–1871 1871–1873 1874–1874                                                   |
| Lord adwokat                                           | James Moncreiff George Young | 1868–1869 1869–1874                                                                       |
| Radcy Generalni Szkocji                                | George Young Andrew Rutherfurd-Clark | 1868–1869 1869–1874                                                                       |
| Prokurator Generalny dla Irlandii                      | Edward Sullivan Charles Robert Barry Richard Dowse Christopher Palles | 1868–1870 1870–1872 1872 1872–1874                                                        |
| Radcy Generalni dla Irlandii                           | Charles Robert Barry Richard Dowse Christopher Palles Hugh Law | 1868–1870 1870–1872 1872 1872–1874                                                        |
| Lord steward                                           | John Ponsonby, 5. hrabia Bessborough | 1868–1874                                                                                 |
| Lord szambelan                                         | John Townshend, 3. wicehrabia Sydney | 1868–1874                                                                                 |
| Wiceszambelan Dworu Królewskiego                       | Valentine Browne, 4. hrabia Kenmare Lord Richard Grosvenor | 1868–1872 1872–1874                                                                       |
| Koniuszy królewski                                     | George Brudenell-Bruce, 2. markiz Ailesbury | 1868–1874                                                                                 |
| Skarbnik Dworu Królewskiego                            | George Warren, 2. baron de Tabley Augustus Bampfylde, 2. baron Poltimore William Monson, 7. baron Monson | 1868–1872 1872–1874 1874                                                                  |
| Kontroler Dworu Królewskiego                           | Otho FitzGerald | 1868–1874                                                                                 |
| Kapitan Gentelmen-at-Arms                              | Thomas Foley, 4. baron Foley George Phipps, 2. markiz Normanby Francis Cowper, 7. hrabia Cowper Henry Fox-Strangways, 5. hrabia Ilchester | 1868–1869 1869–1871 1871–1874 1874                                                        |
| Kapitan Ochotników Gwardii                             | William Beauclerc, 10. książę St Albans | 1868–1874                                                                                 |
| Opiekun stajni królewskich                             | Richard Boyle, 9. hrabia Cork | 1868–1874                                                                                 |
| Mistress of the Robes                                  | Elizabeth Campbell, księżna Argyll Anne Sutherland-Leveson-Gower, księżna Sutherland | 1868–1870 1870–1874                                                                       |
| Lord-in-waiting                                        | George Phipps, 2. markiz Normanby Robert Haldane-Duncan, 3. hrabia Camperdown Francis Stonor, 4. baron Camoys Charles Harbord, 5. baron Suffield Frederick Methuen, 2. baron Methuen Albert Parker, 3. hrabia Morley Charles Brownlow, 2. baron Lurgan Arthur Wrottesley, 3. baron Wrottesley Charles Gordon, 11. markiz Huntly Valentine Browne, 4. hrabia Kenmare Gavin Campbell, 7. hrabia Breadalbane | 1868–1869 1868–1870 1868–1874 1868–1872 1868–1874 1869–1874 1870–1873 1872–1874 1874–1874 |